# Гольтузен
Гольтузен (нім. Holthusen) — громада в Німеччині, розташована в землі Мекленбург-Передня Померанія. Входить до складу району Людвігслуст-Пархім. Складова частина об'єднання громад Штралендорф.
Площа — 20,58 км2. Населення становить 938 ос. (станом на 31 грудня 2020).